# Opération Blue Star
 (mars 2014).
L'opération Blue Star (pendjabi : ਬਲੂ ਸਟਾਰ (blyū sṭār)) est une opération militaire indienne qui se déroula du 3 au 6 juin 1984 sur l'ordre d'Indira Gandhi, alors Première ministre de l'Inde. Elle avait pour but d'éliminer les Sikhs séparatistes du Temple d'Or à Amritsar, ville du Penjab dans le nord du pays. Les insurgés, menés par Jarnail Singh Bhindranwale, étaient accusés d'avoir entreposé des armes dans ce temple, qui est le plus sacré de la religion sikhe.
L'opération a été réalisée par les troupes de l'Armée indienne appuyées par des chars de combat et des véhicules armés.
Les rapports officiels mentionnent 83 morts parmi les Forces armées indiennes et 492 parmi les civils. Mais selon certaines estimations, les morts civils s'élèveraient à 1 500,. De plus, le Central Bureau of Investigation (CBI), le bureau indien d'enquête et de renseignement, est considéré responsable de la saisie d’artefacts historiques et de manuscrits dans la bibliothèque de référence sikh avant de la brûler.
Cette opération militaire a suscité d'immenses controverses et les justifications du gouvernement sur le timing et le style d'attaque sont encore hautement débattues. L'opération Blue Star a été classée parmi les dix hontes politiques du pays par le magazine India Today.
L'assaut militaire provoqua un tollé parmi les Sikhs à travers le monde et la tension grandissante qui suivit cet assaut mena à des agressions envers des membres de la communauté sikh en Inde. Certains soldats sikhs de l'Armée indienne se sont mutinés, de nombreux autres ont démissionné de leurs fonctions dans l'armée ou dans l'administration civile et quelques-uns ont retourné les récompenses et honneurs qu'ils avaient reçus du gouvernement indien.
Quatre mois après l’opération, le 31 octobre 1984, Indira Gandhi est assassinée par deux de ses gardes du corps sikhs, ce qui fut perçu comme un acte de vengeance. À la suite de son assassinat, plus de 11 000 Sikhs, dont 3 000 à New Delhi, ont été tués durant les émeutes anti-Sikhs. Au sein de la communauté sikh elle-même, l'opération Blue Star a pris une importance historique considérable et est souvent comparée à ce que les Sikhs appellent « Le Grand Massacre », le massacre de 1761 des Sikhs par l'envahisseur afghan Ahmad Shâh.

## L'opération

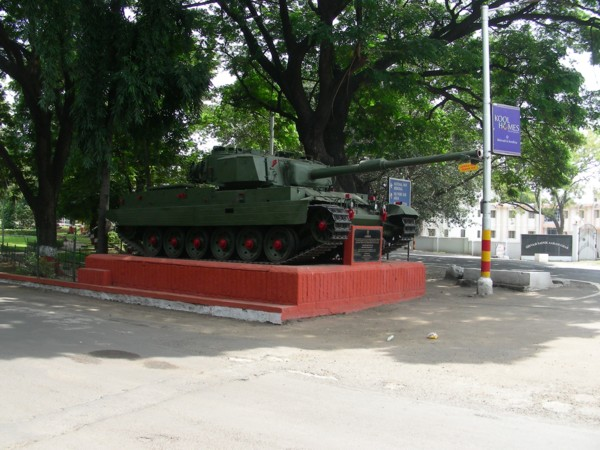
L'armée indienne utilisa 7 chars de combat Vijayanta au cours de l'opération.

Indira Gandhi demanda en premier lieu au Lieutenant-Général Srinivas Kumar Sinha, puis au vice-président des Forces armées indiennes et à celui qui allait lui succéder comme chef de l'armée, de préparer un plan pour l'assaut du Temple d'Or. Le Lieutenant-Général Sinha déconseilla toute action de cette sorte, du fait de sa nature blasphématoire envers la tradition sikhe. Il suggéra au gouvernement une solution alternative. Il fut alors remplacé par le général Arun Shridhar Vaidya comme chef de l'armée Indienne, ce qui a été par la suite une décision controversée. Le général Vaidya, assisté par le Lieutenant-Général Krishnaswamy Sundarji comme vice-chef, ont planifié et coordonné l'opération Blue Star.
Le 3 juin, un couvre-feu de 36 heures a été imposé dans l'État du Pendjab avec la suspension de tous les moyens de communication et des transports publics. La distribution électrique a été aussi interrompue, ce qui créa un véritable black-out, coupant ainsi l'État du reste de l'Inde et du monde. Les médias d'information furent également censurés.
L'armée indienne prit d'assaut le Temple d'Or la nuit du 5 juin sous le commandement du général Kuldip Singh Brar (Indira Gandhi l'ayant choisi car il était sikh) qui s'était préalablement déguisé en pèlerin pour faire un repérage des lieux. Le matin du 7 juin, l'armée avait le contrôle total du Temple d'Or. On comptait des victimes parmi l'armée, les civils et les militants sikhs. Le dirigeant des militants Bhindranwale et Shabeg Singh ont tous les deux été tués pendant l'opération.
L'opération Blue Star coïncidait avec un festival sikh annuel. Des pèlerins, y compris des personnes âgées et des enfants, ont été piégés à l'intérieur du temple quand l'opération commença et beaucoup furent blessés et tués au cours de celle-ci.

### Jarnail Singh Bhindranwale dans le Temple d'Or
Tout au long de sa carrière, Jarnail Singh Bhindranwale est resté en contact avec Indira Gandhi,. Bhindranwale avait auparavant « pris refuge"[réf. nécessaire] ou "pris le contrôle"[réf. nécessaire] du Temple d'Or et en a fait son quartier général en avril 1980, alors qu'il était suspecté d'être derrière l'assassinat du Nirankari Gurbachan Singh. Le Nirankari Baba, aussi connu sous le nom de Baba Gurbachan Singh, a été la cible d'une attaque des partisans de Bhindranwale, hors du Temple d'Or. Le 13 avril 1978, Baba Gurbachan Singh est accusé d'avoir ridiculisé le 10e gourou Gobind Singh dans une convention Nirankari tenue à Amritsar. Cela incita Akhand Kirtani Jatha à mener une violente protestation contre les actions de Baba Gurbachan Singh Ji. La police d'Amristar répondit en ouvrant le feu à balles réelles sur les manifestants. Plusieurs personnes furent tuées: deux adeptes de Bhindranwale, onze membres du Akhand Kirtani Jatha et trois Nirankaris.
En 1982, Bhindranwale et environ 200 partisans armés emménagèrent dans une auberge appelé le Guru Nanak Niwas, dans l'enceinte du Temple d'Or. À cet endroit, des équipes de télévision internationales l'ont rencontré et interviewé.
Le 23 avril 1983, l'Inspecteur général adjoint de la police du Punjab, A. S. Atwal, fut abattu alors qu'il quittait l'enceinte du Temple d'Or. Le jour suivant le meurtre, Harchand Singh Longowal (alors président du Shiromani Akali Dal) laisse entendre une certaine implication de Bhindranwale dans ce meurtre.
Le 15 décembre 1983, Bhindranwale fut contraint d'évacuer la maison du Guru Nanak Niwas par des membres du Babbar Khalsa dont l'action était soutenue par Harcharan Singh Longowal. À ce moment, Longowal craignait pour sa propre sécurité.
En 1983, le Temple d'Or était devenu une forteresse pour un grand nombre de militants. L'enceinte du Temple d'Or et les maisons aux alentours furent fortifiées. The Statesman rapporta le 4 juillet que des mitrailleuses légères et des fusils semi-automatiques furent amenés dans l'enceinte du Temple d'Or. Le 1er février 1984, des sources fiables prouvèrent que Bhindranwale suggéra l'achat en masse de motocyclettes et d'armes.
Face à des actions militaires imminentes et alors que la principale organisation politique sikhe, Shiromani Akali Dal (dirigée par Harcharan Singh Longowal), l'abandonnait, Bhindranwale déclara "Cet oiseau est seul. Il y a de nombreux chasseurs après".
Le magazine Time déclara à propos d'Amristsar que : "Ces jours-ci cela ressemble plus à une ville de la mort. Dans l'enceinte du temple, de violents fanatiques sikhs utilisant des pistolets-mitrailleurs résistent aux forces de sécurité du gouvernement. Dehors, les hommes de la sécurité maintiennent un contrôle empreint de nervosité, sachant que les corps de camarades assassinés se retrouvent souvent dans le dédale de petites rues autour du sanctuaire."

### Survol
L'Opération Blue Star a été lancée pour éliminer Bhindranwale et ses partisans qui avaient trouvé refuge dans le Temple d'Or. Les militants sikhs du Temple d'Or étaient alors menés par Bhindranwale et l'ex Major-Général Shabeg Singh, le Major-Général Kuldip Singh Brar avait les commandes de l'action, opérant sous le général Sunderji.

### 20–22 h
La première étape fut la destruction des défenses extérieures de Shabeg Singh. Les bombardements préliminaires en ont éliminé la plus grande partie. Le Major-Général Brar a espéré pouvoir forcer Bhindranwale à se rendre, ce qui ne se produisit pas. La destruction des défenses extérieures au Temple d'Or comprenait également celle de dix-sept habitations dont la police pensait qu'elles étaient occupées par des partisans de Bhindranwale. À proximité, il y avait le Brahmbuta Akhara, un grand bâtiment de logement, le QG d'une secte sikhe, ainsi que trois tours fortifiées pour permettre aux hommes de Bhindranwale de se défendre. Parce que les tours surplombaient les bâtiments environnants, elles étaient d’excellent points d'observation pour suivre le mouvement des troupes indiennes dans les ruelles étroites aux alentours. Le sommet de ces tours fut détruit lors des attaques préliminaire d'artillerie.

### 22–23h30
Entre 22:00 et 23:30 le 5 juin, des commandos d'un bataillon de régiment de parachutistes reçurent l'ordre de descendre les escaliers sous la tour de l'horloge du Parikarma et de se déplacer rapidement autour du bord de la piscine sacrée de l'Akal Takht.

## Sources
- (en) Cet article est partiellement ou en totalité issu de l’article de Wikipédia en anglais intitulé « Operation Blue Star » (voir la liste des auteurs).